# Michael Tierney

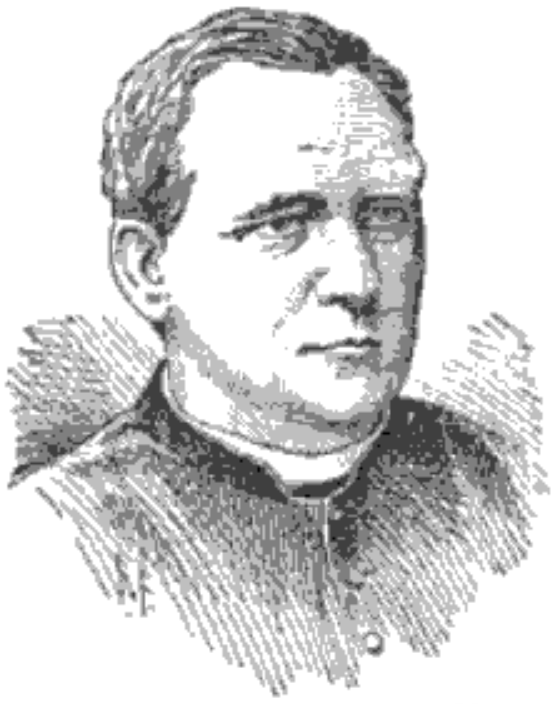
Michael Tierney, 6. Bischof von Hartford

Michael Tierney (* 29. September 1839 in Ballylooby, County Tipperary, Irland; † 5. Oktober 1908 in Hartford, Connecticut, Vereinigte Staaten) war ein irischer Geistlicher in den Vereinigten Staaten und römisch-katholischer Bischof von Hartford.

## Leben
Tierney emigrierte im Alter von elf Jahren infolge der Großen Hungersnot mit seiner Mutter und seinen Geschwistern in die USA. Er empfing das Sakrament der Priesterweihe am 26. Mai 1866 für das damalige Bistum Hartford.
Am 21. Dezember 1893 ernannte ihn Papst Leo XIII. zum Bischof von Hartford. Die Bischofsweihe spendete ihm am 22. Februar des darauffolgenden Jahres der Erzbischof von Boston, John Joseph Williams; Mitkonsekratoren waren Matthew Harkins, Bischof von Providence, und Thomas Daniel Beaven, Bischof von Springfield (Massachusetts). Sein Wahlspruch lautete Spes Nostra („Unsere Hoffnung“).
Tierney blieb bis zu seinem Tod am 5. Oktober 1908 als Bischof der Diözese im Amt.